# Louis-Jérôme Gohier
Louis-Jérôme Gohier (Semblançay, 27 februari 1746 - Eaubonne, 29 mei 1830) was een Frans politicus ten tijde van de Franse Revolutie.

## Biografie
Louis-Jérôme Gohier werd geboren als de zoon van een notaris. In Rennes studeerde hij rechten. In 1789 werd hij verkozen om zijn plaats te vertegenwoordigen bij de Staten-Generaal. Vier jaar later werd hij verkozen tot minister van Justitie in de voorlopige uitvoerende raad. Onder zijn leiding werden er vele girondijnen gearresteerd. Vervolgens maakte Gohier deel uit van de Raad van Vijfhonderd. Hij volgde in juni 1799 Jean Baptiste Treilhard op in het Directoire.
Gohier probeerde na de Staatsgreep van 18 Brumaire van Napoleon Bonaparte de Republiek te redden en ging persoonlijk op audiëntie bij de nieuwe leider van het Franse volk. In 1802 werd hij door Napoleon benoemd tot consul-generaal in de Bataafse Republiek. Na de unificatie van het land met Frankrijk acht jaar later kreeg hij eenzelfde functie aangeboden in de Verenigde Staten van Amerika. Gohier weigerde echter vanwege zijn verslechterde gezondheid. Daarop verbleef hij de rest van zijn leven in Eaubonne waar hij ook overleed.